# Gare de Zepernick
 (novembre 2021).
Si vous disposez d'ouvrages ou d'articles de référence ou si vous connaissez des sites web de qualité traitant du thème abordé ici, merci de compléter l'article en donnant les références utiles à sa vérifiabilité et en les liant à la section « Notes et références ».
La gare de Zepernick est une gare ferroviaire à Panketal, dans le quartier de Zepernick.

## Histoire
Le 1er septembre 1881, les Chemins de fer d'État de la Prusse inaugurent la première gare de la ligne de Berlin à Szczecin. À partir de 1911 commencent l'extension à quatre voies et l'élévation d'un viaduc au-dessus de la Panke. Elle doit devenir un arrêt sur les lignes de Berlin à Szczecin et à Bernau. Après l'achèvement de cette mesure, les Chemins de fer de l'État de la Prusse prévoient l'électrification avec le courant alternatif par des caténaires. La Deutsche Reichsbahn décide en 1922 plutôt le courant continu par un troisième rail. L'hyperinflation retarde le projet, les travaux sont achevés dans le premier semestre 1924. Le 8 août 1924, le premier train de banlieue électrique de Berlin arrive à Bernau avec un arrêt à Zepernick.
Le trafic de S-Bahn est arrêté en raison de la Seconde Guerre mondiale entre avril 1945 et le 21 juin 1945. Les premiers trains sont d'abord avec des locomotives à vapeur, avant que, à partir du 13 août 1945, des trains électriques soient utilisés. La deuxième voie pour les voies de banlieue et de longue distance du chemin de fer de Szczecin est démantelée en tant que réparations pour l'Union soviétique, à Zepernick le deuxième chemin de fer de banlieue est préservé.
En août 1969, le pont au-dessus de la Panke est détruit, les horaires sont revus en conséquence. Afin de pouvoir offrir un cycle de dix minutes de Bernau à Berlin le matin aux heures de pointe, les trains circulent de Bernau à Berlin-Buch sans s'arrêter à Zepernick et Röntgengental. La voie de la S-Bahn est initialement comme aux autres stations une voie unique du côté sud de la station, elle est déplacée au nord en 1974. La même année, les barrières de plate-forme sont supprimées. Jusqu'au 18 mars 1985, la deuxième voie de S-Bahn est remise en service, les passages à niveau programmés sont de nouveau à partir de juin 1986.
Le 29 octobre 2010, la station reçoit un ascenseur pour un accès sans obstacle dans le cadre du premier plan de stimulation économique de la République fédérale d'Allemagne.

## Correspondances
Les trains de la S2 passent tous les vingt minutes. La station est en correspondance avec les lignes d'omnibus 867, 868, 891, 900 et 901 de la Barnimer Busgesellschaft (de).